# Anton Zeilinger
Anton Zeilinger (ur. 20 maja 1945 w Ried im Innkreis) – austriacki fizyk doświadczalny, specjalizujący się w interferometrii kwantowej; profesor na Uniwersytecie Wiedeńskim, a wcześniej na Uniwersytecie Leopolda i Franciszka w Innsbrucku. Laureat Nagrody Nobla w dziedzinie fizyki za 2022 rok, razem z Johnem Clauserem i Alainem Aspectem.

## Życiorys
Po studiach fizyczno-matematycznych na Uniwersytecie Wiedeńskim pracował jako doktorant, a później jako asystent pod kierownictwem prof. Helmuta Raucha na Politechnice Wiedeńskiej. Prowadzi badania nad podstawowymi zjawiskami mikroświata (zwłaszcza stany splątane). W latach 80. wykonał szereg eksperymentów interferencyjnych wykorzystujących neutrony. W 1989 przewidział wraz z Danielem Greenbergerem i Michaelem Horne’m, że splątanie trzech lub więcej cząstek daje korelacje kwantowe absolutnie niezgodne z jakimkolwiek obrazem opartym na pojęciach relatywistycznej fizyki klasycznej (tzw. korelacje GHZ – od nazwisk naukowców). W 1999 roku jego zespół jako pierwszy zrealizował korelacje GHZ w laboratorium. W tym samym roku jego grupa zaobserwowała interferencję fulerenów, czyli molekuł węgla C60. Zeilinger zrealizował kwantową generację kluczy szyfrowych (kwantowa kryptografia) na odległość do ponad stu kilometrów (we współpracy z grupą prof. Haralda Weinfurtera). Najsłynniejszym eksperymentem Zeilingera jest pierwsza kwantowa teleportacja pomiędzy dwoma fotonami, które powstały w dwóch odrębnych aktach emisji (1997). Od 1990 roku współpracuje z fizykami z Uniwersytetu Gdańskiego (z prof. Markiem Żukowskim i jego uczniami). Tematyka tej współpracy to kwantowa komunikacja i kwantowa informacja (m.in. opracowano wspólnie metodę wymiany splątania, 1993, 1995).

## Nagrody
- 2000: Pour le Mérite za Naukę i Sztukę[4]
- 2005: Nagroda Króla Faisala
- 2006: tytuł doktora honoris causa Uniwersytetu Gdańskiego[5]
- 2008: Medal Isaaca Newtona
- 2010: Nagroda Wolfa, wraz z Johnem Clauserem i Alainem Aspectem
- 2022: Nagroda Nobla w dziedzinie fizyki, wraz z Clauserem i Aspectem[6]
- 2022: Wielka Srebrna Odznaka Honorowa za Zasługi dla Republiki Austrii[7]
- 2024: Wielka Złota Odznaka Honorowa na Wstędze za Zasługi dla Republiki Austrii[8]